# Artinskien
| Systeem                                                                                   | Serie         | Etage         | Ouderdom (Ma) | Lithostratigrafie |
| ----------------------------------------------------------------------------------------- | ------------- | ------------- | ------------- | ----------------- |
| Trias                                                                                     | Onder         | Indien        | jonger        | Buntsandstein     |
| Perm                                                                                      | Lopingien     | Changhsingien | 252,2–254,2   | Buntsandstein     |
| Perm                                                                                      | Lopingien     | Changhsingien | 252,2–254,2   | Zechstein         |
| Perm                                                                                      | Lopingien     | Wuchiapingien | 254,2–259,9   |                   |
| Perm                                                                                      | Guadalupien   | Capitanien    | 259,9–265,1   |                   |
| Perm                                                                                      | Guadalupien   | Wordien       | 265,1–268,8   |                   |
| Perm                                                                                      | Guadalupien   | Roadien       | 268,8–272,3   |                   |
| Perm                                                                                      | Cisuralien    | Kungurien     | 272,3–279,3   | Rotliegend        |
| Perm                                                                                      | Cisuralien    | Artinskien    | 279,3–290,1   | Rotliegend        |
| Perm                                                                                      | Cisuralien    | Sakmarien     | 290,1–295,5   | Rotliegend        |
| Perm                                                                                      | Cisuralien    | Asselien      | 295,5–298,9   | Rotliegend        |
| Carboon                                                                                   | Pennsylvanien | Gzhelien      | ouder         | Rotliegend        |
| Carboon                                                                                   | Pennsylvanien | Gzhelien      | ouder         |                   |
| Indeling van het Perm volgens de ICS samen met de Europese lithostratigrafische indeling. |               |               |               |                   |

Het geologisch tijdperk Artinskien (Vlaanderen: Artinskiaan) is een tijdsnede (in de stratigrafie een etage) in het Vroeg-Perm (Rotliegend of Cisuralien), het duurde van 290,1 ± 0,1 tot 279,3 ± 0,6 Ma en volgt na/op het Sakmarien. Na het Artinskien komt het Kungurien.

## Naamgeving
Het Artinskien is genoemd naar de Russische plaats Arti (oude naam: Artinsk), ten zuiden van de stad Kungur in de westelijke Oeral. De etage en naam werden in 1874 door Alexander Karpinski ingevoerd.

## Definitie
De basis van het Artinskien wordt gedefinieerd door het vroegste voorkomen van de conodonten Sweetognathus whitei en Mesogondolella bisselli, de top door het vroegste voorkomen van de conodonten Neostreptognathus pnevi en Neostreptognathus exculptus.